# Svjetionik Rt Stražica
Svjetionik Rt Stražica je svjetionik na sjevernom rtu otoka Prvića, na istočnoj strani ulaza u Senjska vrata.